# Jo Wilson
Josephine "Jo" Brooke Wilson (precedentemente Karev) è un personaggio della serie televisiva Grey's Anatomy, interpretato da Camilla Luddington.

## Descrizione
Jo è una specializzanda al Grey Sloan Memorial Hospital, la prima del liceo, laureata con lode a Princeton, ha poi frequentato un corso ad Harvard. Nonostante la sua preparazione, inizia la specializzazione diventando "la matricola sfigata" sbagliando l'appendicectomia con la dottoressa Meredith Grey. In seguito, segue pediatria con il dottor Alex Karev, con il quale stringe una forte amicizia e al quale racconterà molto sul suo passato. Jo è orfana, è stata abbandonata da sua madre davanti ad una stazione dei pompieri quando aveva 2 settimane, a 16 anni è andata via dalla casa-famiglia e ha iniziato a vivere in un'auto, vicino alla scuola grazie all'aiuto della sua professoressa. Nella nona stagione, inizia una relazione con lo specializzando di ginecologia Jason Myers, ciò scatenerà molta gelosia in Alex che è segretamente innamorato di lei. Durante una discussione, Jason aggredisce Jo che scappa e chiede aiuto ad Alex, il quale si prenderà cura di lei e si dichiarerà nel finale di stagione. Per tutto il corso delle stagioni, Jo continuerà la sua relazione con Alex tra alti e bassi. Jo si appassiona ad ortopedia, grazie alla dottoressa Callie Torres, e stringe amicizia con la specializzanda Stephanie Edwards. Nella dodicesima stagione, Alex le chiede di sposarlo ma lei rifiuta più volte; nel finale di stagione Jo confessa, allo specializzando Deluca, di essere già sposata. Jo ha sposato anni prima un uomo violento, che l'ha portata quasi alla morte ed è stata costretta a scappare e a cambiare nome per non farsi più trovare. In seguito, dice anche ad Alex la verità sul suo matrimonio, il quale cerca suo marito, il dottor Paul Stadler, e scopre che il vero nome di Jo è Brooke. Nella quattordicesima stagione, Jo decide di chiedere il divorzio da Paul, il quale la troverà e scoprirà il suo vero nome. Paul però muore subito dopo e quindi Jo e Alex possono sposarsi. Jo propone ad Alex di sposarlo dopo una lite sul loro futuro e la sua carriera e convolano a nozze, dopo una serie di imprevisti, nel finale della quattordicesima stagione. Jo decide anche di cambiare il suo cognome e di prendere quello del suo futuro marito. Ormai nella quindicesima stagione Jo è una Karev e decide di fare una ricerca con la dottoressa Bailey su un'invenzione che le è venuta in mente durante la loro luna di miele.

## Storia del personaggio

### Nona stagione
Jo inizia la specializzazione al Grey Sloan Memorial Hospital, insieme a Stephanie Edwards, Heather Brooks, Leah Murphy e Shane Ross. Nonostante la sua preparazione, sbaglia l'appendicectomia con la dottoressa Meredith Grey e da subito si mostra molto insicura. In seguito, inizia ad appassionarsi a pediatria grazie al dottor Alex Karev, con cui stringe una forte amicizia e a cui si sente molto legata per il suo passato. Racconterà infatti a lui, dopo una discussione con una paziente che voleva abbandonare suo figlio, di essere stata abbandonata da sua madre davanti ad una stazione dei pompieri quando aveva 2 settimane. È stata poi messa in varie case-famiglie, fin quando a 16 anni non ha iniziato ad abitare in un'auto vicino alla scuola, grazie all'aiuto di una sua professoressa, l'unica che l'ha sempre sostenuta. Jo inizia anche una relazione con lo specializzando di ginecologia Jason Myers, ciò farà ingelosire Alex e complicherà i rapporti tra i due. Durante una discussione Jason aggredisce Jo e lei, cercando di difendersi, lo ferisce a sua volta e scappa via a casa di Alex. Alex, trovando Jo ferita, si prende cura di lei e va da Jason per ucciderlo ma quando arriva a casa sua, lo trova gravemente ferito e lo porta in ospedale per farlo curare. Nel finale di stagione, durante la tempesta, Alex si dichiara a Jo e i due si mettono insieme.

### Decima stagione
Jo continua la sua relazione con Alex, la specializzazione e supera il lutto per la morte della sua amica Heather. In ospedale, arriva il padre di Alex, Jimmy, che viene soccorso da Jo. Alex non vede il padre da anni e non ha intenzione di aiutarlo mentre Jo lo cura e cerca di far riavvicinare Jimmy a suo figlio. Alex soffre per il padre e incolpa Jo di averlo spinto ad avvicinarsi a lui, dopo varie discussioni Jo e Alex chiariscono e Jimmy muore in sala operatoria per colpa di Shane. Jo inizia ad appassionarsi alla chirurgia ordopedica grazie alla dottoressa Callie Torres. Durante il matrimonio di April, Alex chiede a Jo di sposarlo ma lei fraintendendolo all'inizio accetta ma poi rifiuta, in quanto pensa sia ancora presto. Nel frattempo in ospedale, una nuova regola non permette ad Alex e Jo di stare insieme e i due fingono di lasciarsi davanti a tutto l'ospedale per poi essere scoperti dal dottor Webber; per risolvere la questione, Jo firma un foglio in cui dichiara di avere un rapporto sentimentale con Alex, nonostante all'inizio non fosse d'accordo.

### Undicesima stagione
Jo continua ad abitare a casa di Alex, ma non si trova a suo agio perché vorrebbe non dover abitare anche con gli amici di Alex ed è gelosa di Meredith, che non la rispetta né come specializzanda né come fidanzata di Alex. Nonostante le incomprensioni, il loro rapporto continua fin quando, dopo la morte di Derek, Meredith chiede ad Alex di poter abitare con lui. Jo non è d'accordo e fraintende le parole di Alex durante una discussione, pensando che Alex volesse una famiglia e una carriera con Meredith. Durante il matrimonio di Webber, Jo va via con Alex e lo porta in un appartamento. Jo spiega ad Alex che ha comprato un loft per loro due e che quello che vuole è vivere con lui in un posto solo per loro, chiedendo così di rivendere la casa a Meredith e dicendogli per la prima volta "ti amo".

### Dodicesima stagione
Nel nuovo loft la storia tra Alex e Jo continua, finché Jo non trova delle carte in cui legge che Alex aveva donato degli spermatozooi ad Izzie durante la sua malattia (5 stagione), ciò crea altre discussioni, che verranno risolte poco dopo. In ospedale, Jo non si sente rispettata da Meredith e Alex, che la cacciano via mentre parlano e quindi discute di ciò con Alex. La sera della discussione, Jo decide di lasciare Alex perché non può sentirsi sempre la sua seconda scelta e non vuole fargli scegliere tra lei e Meredith, ma durante la discussione Alex chiede a Jo di sposarlo ma lei non gli dà una risposta. A causa dell'aggressione subita da Meredith, Alex è costretto ad allontanarsi da Jo per un po' per aiutare l'amica, ma quando Meredith guarisce Alex torna da Jo e i due chiariscono. Una sera, Jo confessa ad Alex di avere una pistola ma si convince a buttarla via perché adesso non ha paura e si sente protetta. Nel finale di stagione, Alex chiede nuovamente a Jo di sposarlo ma lei rifiuta e a questo punto, Alex va via di casa. Jo al bar si ubriaca e Deluca la riporta a casa, dove Jo gli racconta che lei vorrebbe sposare Alex ma non può perché è già sposata. Jo ha sposato un uomo anni fa, il quale era violento con lei e l'ha portata quasi alla morte, perciò è stata costretta a scappare e a cambiare nome per non farsi più trovare. Mentre Jo va a letto inciampa, facendo cadere anche Deluca sul letto, in quel momento Alex entra in casa per chiarire con Jo ma quando vede entrambi insieme perde il controllo e aggredisce Deluca.

### Tredicesima stagione
Dopo aver picchiato Andrew, Alex lo porta in ospedale mentre Jo chiama Meredith, la quale trova Jo in lacrime e la casa sporca di sangue. Jo, sconvolta dal comportamento di Alex nei confronti di Andrew, lo lascia. Durante la stagione, si avvicinerà molto a DeLuca dato che è l'unico a conoscere il suo segreto, questo porterà Andrew ad innamorarsi di lei, la quale però è ancora innamorata di Alex. Nel finale di stagione, Jo decide di dire ad Alex la verità perché sarà costretta a testimoniare; quindi racconta ad Alex di essere già sposata con un uomo che l'ha quasi portata alla morte e che è scappata da lui, e probabilmente scapperà di nuovo dopo la testimonianza perché non vuole essere trovata da lui, ma Alex la convince a rimanere perché la sua vita è qui. In seguito, Alex decide di accettare il patteggiamento e andare in carcere, per far sì che Jo non debba testimoniare. Ma anche DeLuca vuole proteggerla e quindi, prima che Alex vada in carcere, ritira la denuncia. Quando Jo scopre che Alex non andrà in prigione, lo raggiunge e i due si abbracciano, senza dirsi niente. Continueranno ad essere lasciati per il resto della stagione, durante la quale Andrew si dichiara a Jo ma lei lo respinge. A fine stagione, Alex conosce il marito di Jo, il dottor Paul Stadler, ad un congresso dove si scopre che il vero nome di Jo è Brooke. Alex immagina degli scenari dove picchia Paul o dove gli dice di stare lontano da Jo, ma entrambi metterebbero in pericolo Jo o lui e quindi, alla fine, decide di non parlare con l'uomo, che vedrà soltanto per pochi istanti mentre gli lascia un taxi.

### Quattordicesima stagione
Dopo l'incendio avvenuto in ospedale, Alex informa Jo dell'accaduto. I due iniziano a riavvicinarsi e Alex tenta di riconquistarla, affidandole degli interventi. Jo respinge nuovamente Andrew perché è ancora innamorata di Alex ma non vuole tornare con lui perché ancora scossa dall'incidente con Andrew, così finisce per passare la notte con una matricola. Jo inizia, inoltre, a fare amicizia con Ben, dopo che Stephanie è andata via, al quale rivela di essere sposata, di aver avuto uomini violenti e di non voler tornare con Alex perché teme che possa farle del male, come ha fatto a DeLuca. Ben, tuttavia, non riesce a mantenere il segreto e racconta tutto ciò ad Alex, il quale parla con Jo e le rivela di aver conosciuto suo marito e la rassicura perché lui non le farebbe mai del male, i due si baciano e tornano insieme. Dopo aver lavorato insieme in pediatria, Jo chiede ad Alex di tornare a casa, il quale accetta. Jo svolge un intervento di successo insieme alla dottoressa Meredith Grey, per il quale dovrebbe essere pubblicata in un giornale una sua foto e il suo nome. Nonostante sia molto entusiasta, è costretta a rinunciare perché se suo marito dovesse vedere la sua foto, potrebbe trovarla e ucciderla; questo dimostra a Jo che l'uomo ha ancora potere su di lei. Per questo motivo, dopo aver parlato con un paziente che è anche un avvocato, decide di chiedere il divorzio a Paul perché non vuole passare il resto della vita a chiedersi cosa sarebbe successo se fosse stata un po' più coraggiosa. Inoltre, Webber la informa anche che è in gara per diventare lo specializzando capo, ruolo che poi otterrà. Nel finale di stagione, mentre si occupa di un paziente insieme ad Alex, viene bloccata in ospedale da suo marito, Paul Stadler, che ha scoperto la falsa identità e dove lavora. In seguito Paul viene investito da un pirata della strada, e, anche se inizialmente sembra riprendersi, durante uno scatto d’ira contro la sua nuova compagna e Jo, sbatte la testa e finisce in coma. Jo, ancora legalmente sua moglie, decide di staccargli la spina e di donare i suoi organi. Jo, finalmente libera di risposarsi, propone ad Alex di sposarsi e il matrimonio viene celebrato nel finale di stagione.
Alla fine Jo decide di cambiare il suo cognome in Karev.

### Quindicesima stagione
Questa stagione è caratterizzata da una profonda depressione vissuta da Jo, cominciata con la ricerca della sua madre biologica. Una volta trovata, la madre accoglie Jo con freddezza, rivelandole di essere frutto di uno stupro, e che il padre biologico è morto in un incidente in motocicletta. Queste scoperte, peggiorate dal vedere come la madre si sia sposata e abbia avuto altri due figli, ma senza mai anche solo desiderare di venire a cercarla, non riuscendo a vederla senza rivivere la violenza subita, gettano Jo in una profonda depressione. Al suo rientro in ospedale inizia a isolarsi, allontanandosi anche dal marito Alex Karev e non presentandosi più al lavoro. Alla fine Jo, con il supporto di Alex, si registra in una struttura psichiatrica per ottenere un aiuto professionale per combattere la grave depressione da cui è afflitta.

### Sedicesima stagione
Jo esce dalla clinica psichiatrica dopo aver superato il processo di riabilitazione e riceve la proposta di Alex per risposarsi con lui. Dopo l'udienza di Meredith Alex, dicendo che andava a trovare sua madre in Iowa, farà perdere le sue tracce e non risponderà alle chiamate di Jo, che sempre più convinta che suo marito l'abbia lasciata, un giorno riceverà una lettera da parte di Alex in cui le dice che è ritornato con la sua vecchia moglie Izzie. In realtà il marito ama ancora Jo, ma deve stare con Izzie perché da embrioni congelati ha avuto i suoi due figli gemelli, ora di cinque anni. Jo, dopo esser stata lasciata da Alex si concentrerà sulla carriera professionale, rifiutando di cadere di nuovo in depressione, e consiglierà all'amico Link di rimettersi con Amelia. Farà amicizia con uno specializzando di nome Levi Schmitt, che dopo esser stato lasciato anche lui dal suo compagno, andrà a vivere come coinquilino all'interno del loft di Jo.

### Diciassettesima stagione
Jo, vivendo nel mondo della pandemia, si sente molto provata dalla morte dei suoi pazienti e per questo decide di cambiare specializzazione, passando da chirurgia generale a ostetricia, perché a suo dire, la nascita dei bambini rappresenta una delle poche cose belle in un mondo pieno di morte. Inoltre Jo stringerà amicizia con Jackson, dopo che lui è stato lasciato dal pompiere Vic. Jo proporrà a Jackson una sola notte di sesso per superare il divorzio dal marito Alex ma mentre iniziavano a baciarsi lei si mette a piangere dicendo di non essere pronta e venendo consolata da Jackson. Gli incontri tra i due si intensificheranno ma entrambi saranno favorevoli ad affermare che la loro non è una relazione, ma solo sesso e divertimento.